# Truncatella guerinii
Truncatella guerinii là một loài ốc biển nhỏ trong họ Truncatellidae.

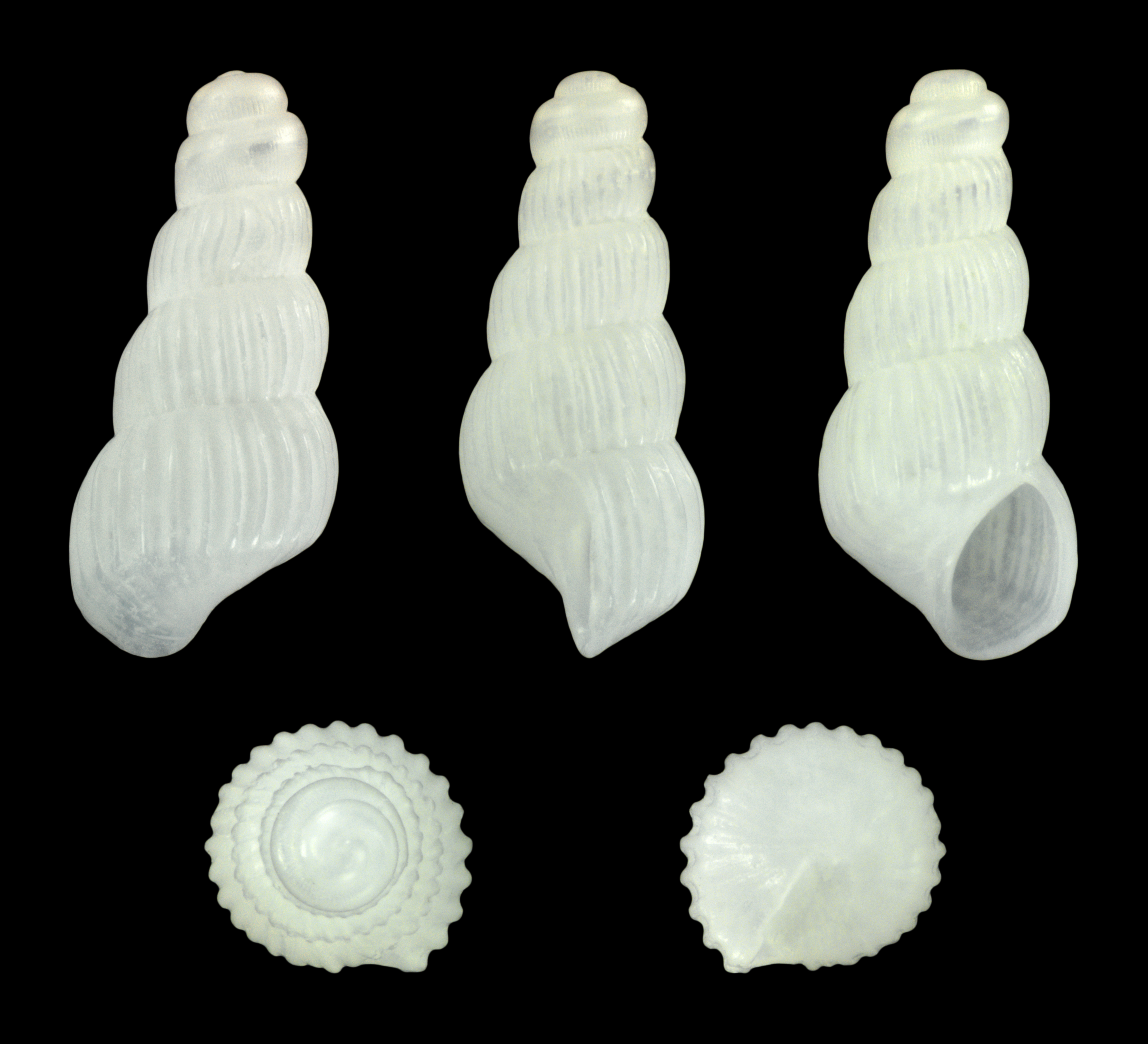
Vị thành niên

## Phân bố
Loài này phân bố ở:
- Nhật Bản
- Quần đảo Pratas, Đài Loan[2]